# ログイン

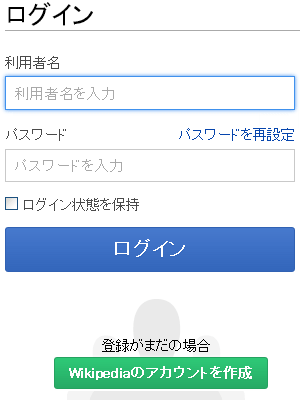
画像：ウィキペディア日本語版のログイン画面

ログイン（英: log in）は、コンピュータの利用開始時にユーザーの身元や妥当性を識別して、さまざまなリソースへのアクセスに必要な資格情報を取得するための操作である。一般的に、コンピュータセキュリティに関する手法や手段の一部に組み込まれている。ログオン（英: log on）、サインイン（英: sign in）、サインオン（英: sign on）などとも呼ばれる。

## 概要
ログ (log) の本来の意味は「丸太」である。これは船舶で利用された航海日誌 (logbook) に由来する。航海日誌には船の速度を記録するが、かつては速度を「船首から投下した丸太が船尾に到達するまでの時間」で計測していたため、「ログ」という言葉を使っている（データログ#語源およびノット#起源を参照）。
コンピュータの利用中に付けられる利用記録を船舶用語に準えて「ログ」と呼んだこと、また作業員が工場に出勤してタイムカードに時刻を打刻することを英語で clock in と言うことから、コンピュータシステムの利用開始をログイン、利用終了をログアウトと呼ぶようになった。
一般的なシステムへのログインは、システムに対し次の文字列を入力することで行う。
- ユーザー名 - 人物を一意に識別するために使用される短い文字列。この文字列を手がかりに、さらに本名などの情報が参照される。
- パスワード - ユーザー名と一緒に提供される文字列。システムにログインするための「鍵」であり、第三者に悪用される可能性があるので他のユーザーには知られないようにする必要がある。パスワードは認証のための一手段であり、他の認証方法によって代替することができる。

しばしばこのユーザー名とパスワードが、コンピュータシステム、コンピュータネットワーク、またはドメインへアクセスするためにも利用される。ログイン処理に伴って、ユーザー固有のセッションがコンピュータ上に作成される。システム・ソフトウェアは、ユーザーがログインしている間、このセッションによって、ユーザーが可能な動作を制限する。英語圏では、現在利用中のユーザーのグループを指して logins と呼び、システムの利用を開始する動作を log in と呼んで使い分けている。
ユーザーがセッションを終了することは、ログアウト (英: log out) と呼ぶ。

## 同義語
「ログイン」と同義の言葉として、「ログオン」「サインイン」「サインオン」がある。これらは、それぞれ対になる語が「ログアウト」「ログオフ」「サインアウト」「サインオフ」で個別に存在するが、意味は完全に同義であり、使い分けは当該のシステムの文化による。
UNIXやLinuxにおいて使用される一般的な「ログイン」「ログアウト」に対して、マイクロソフトは「ログイン」という言葉を極力使わず、Windows 7までは「ログオン」を使う傾向にあった。そのため、Windowsのセッションに入ることは「ログオン」、セッションを解除することは「ログオフ」と称していた。しかし、Webサービスの拡大による「サインイン」の普及、またMicrosoft アカウントなどとの統合が進んだことを受けて、Windows 8以降は「サインイン」「サインアウト」に改称された。
サインオンという用語は、元々はIBMで使われていたものである。
なお、「シングルサインオン」は「シングルログイン」「シングルログオン」「シングルサインイン」とは呼ばれない。

## かんたんログイン
日本の携帯電話（スマートフォンは除く）向けのウェブサイトで利用できるログインシステムに「かんたんログイン」と称するものがある。端末機の契約者固有IDを認証情報としてサーバー側に記録し、IDとパスワードの入力を省略してボタンひとつでログインすることができる。しかし、HTTPリクエストヘッダの情報を利用してやり取りするため、ヘッダ情報を偽装したなりすましの危険性が指摘されている。